# Lindholm BK
Lindholm Bokseklub er en dansk bokseklub. Klubben blev stiftet i 1931 og havde oprindeligt hjemsted på Lindholm Gl. Skole i Lindholm ved Nørresundby. I 1974 flyttede klubben til kælderen under Solsidehallen i Nørresundby.
Lindholm Bokseklub har fra starten markeret sig med gode resultater. Fra 1931 til 2006 har klubben opnået 31 danske seniormesterskaber. Blandt klubbens medlemmer gennem tiden har været kendte boksere som Carl Nielsen, Jørgen Hansen, Christian Larsen og Wagn Nørgaard.
Klubben har hvert år siden 1996 arrangeret boksestævnet Viking Box Cup. I 2020 var der tilmeldt 250 boksere til stævnet.
Tidligere europamester Søren Søndergaard er træner for Lindholm Bokseklub.